# Mèo nhị thể

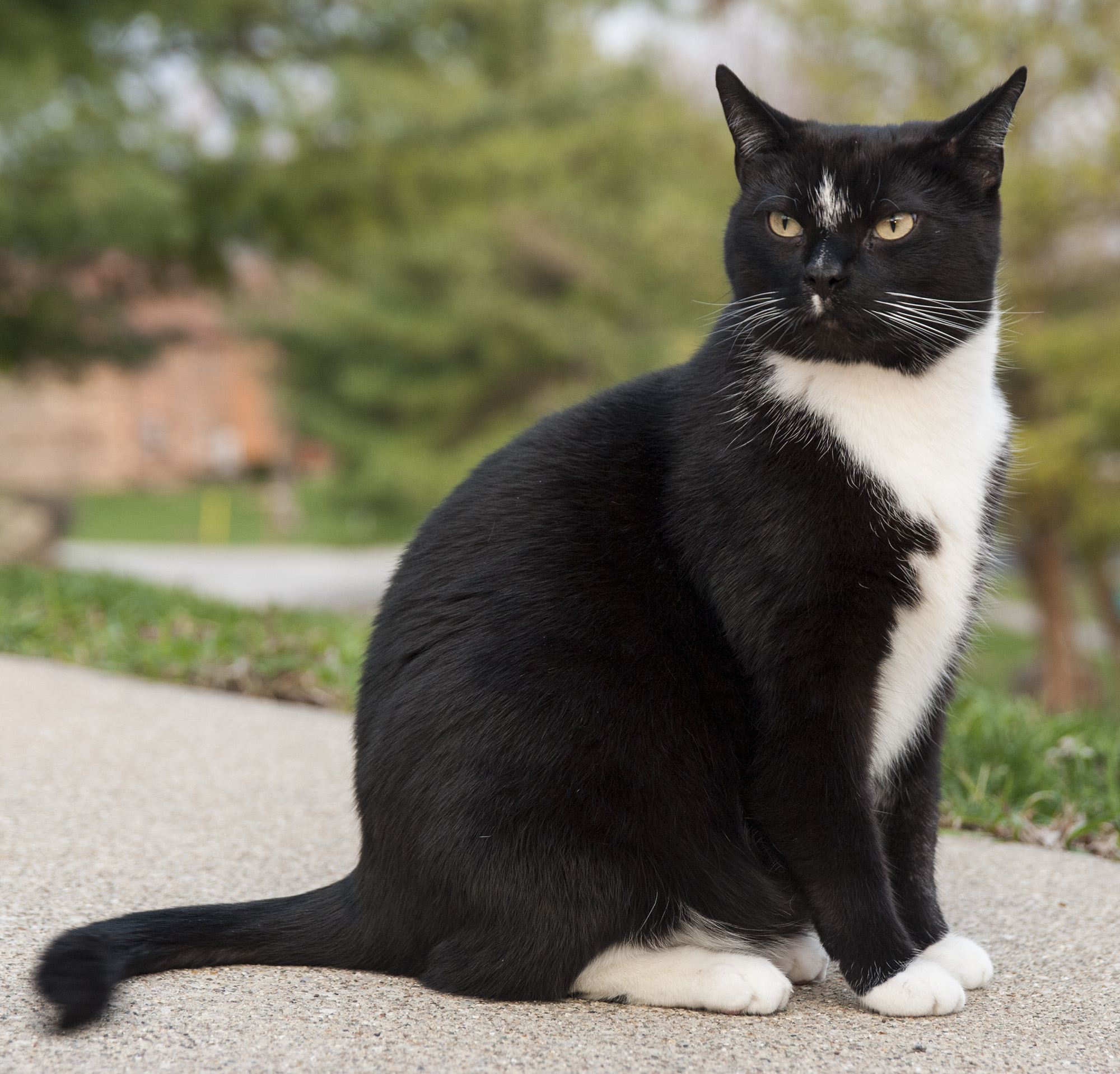

Mèo nhị thể, còn có thể gọi là mèo hai màu lông, là một con mèo có lông trắng kết hợp với một số màu lông khác, ví dụ như màu đen hoặc đốm. Có nhiều mẫu lông khác nhau của mèo nhị sắc. Trường hợp mèo có số lượng đốm trắng từ ít đến trung bình, giới hạn ở mặt, bàn chân, cổ họng và ngực của một con mèo có lông hoàn toàn màu đen, chúng được biết đến ở Hoa Kỳ với tên gọi khác là mèo Tuxedo.
Khi có sự xuất hiện của các vùng trắng có mức độ thấp đến trung bình giới hạn ở mặt, chân, họng và ngực của một con mèo màu đen nói chung, chúng được gọi là "mèo nhị thể" ở Hoa Kỳ. Bicolored nâng cao dẫn đến sự xuất hiện của mèo có họa tiết Van, điều này phổ biến đối với giống mèo Turkish Van. Còn rất nhiều mẫu họa tiết khác nhau, như "mũ trùm và yên ngựa", "mặt nạ và áo choàng" và "harlequin" (còn được gọi là "mòng biển").
Còn những con mèo nhị thể chủ yếu một màu xảy ra là do có một gen tạo vùng trắng cùng với một alle hình ẩn của gen agouti, làm cho mẫu họa tiết sọc thông thường trên lớp lông trở nên đồng đều. Ngược lại, mèo tabby có một gen agouti tạo ra sọc trên lớp lông. Abyssinian có lông agouti (tabby vằn), tạo ra vẻ ngoài có màu sắc đồng đều với những sợi lông được sắp xếp theo dải màu.

## Mẫu họa tiết hai màu

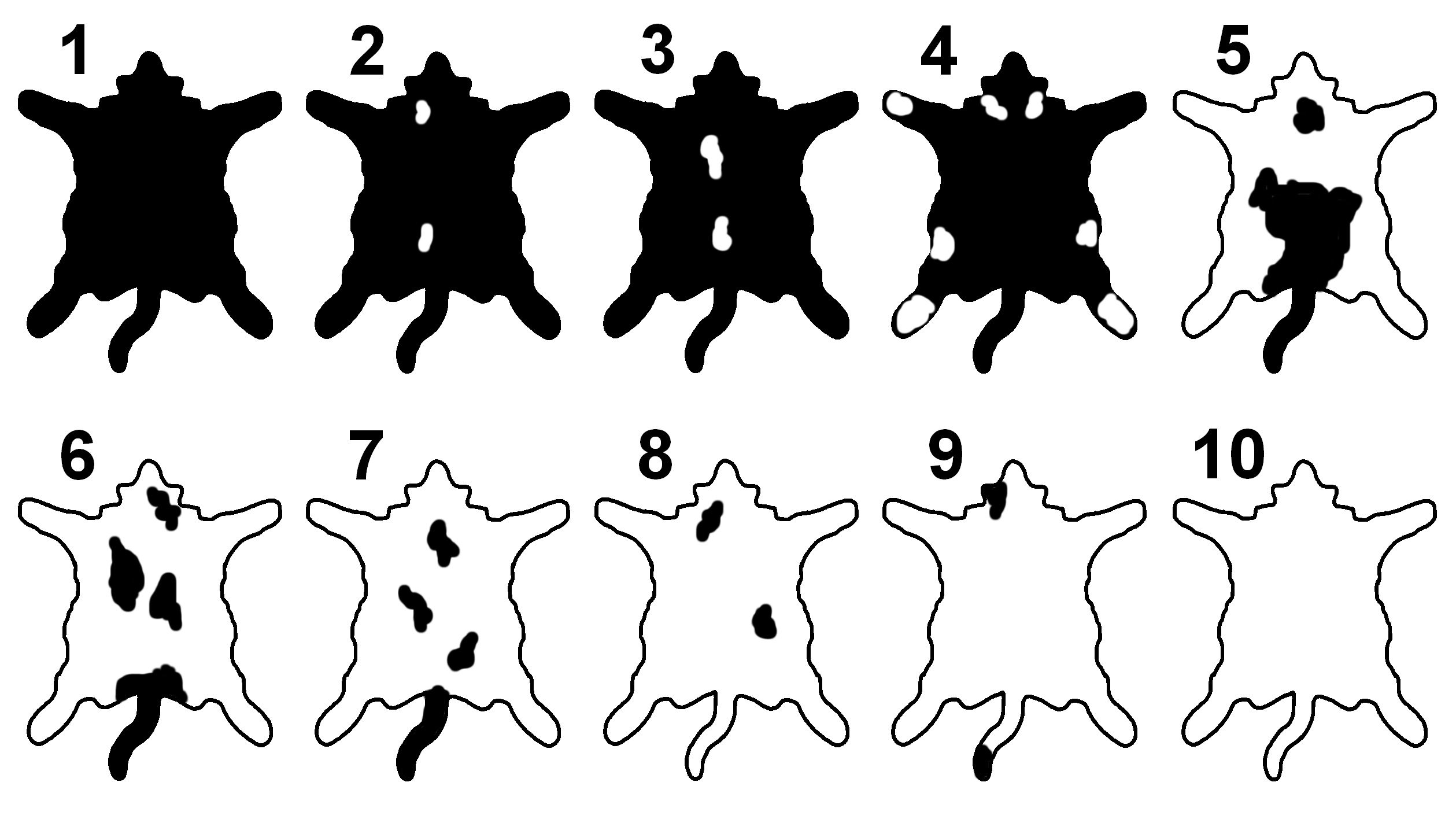
Bảng mức độ mẫu họa tiết hai màu, từ 1 (màu hoàn toàn) đến 10 (trắng hoàn toàn).

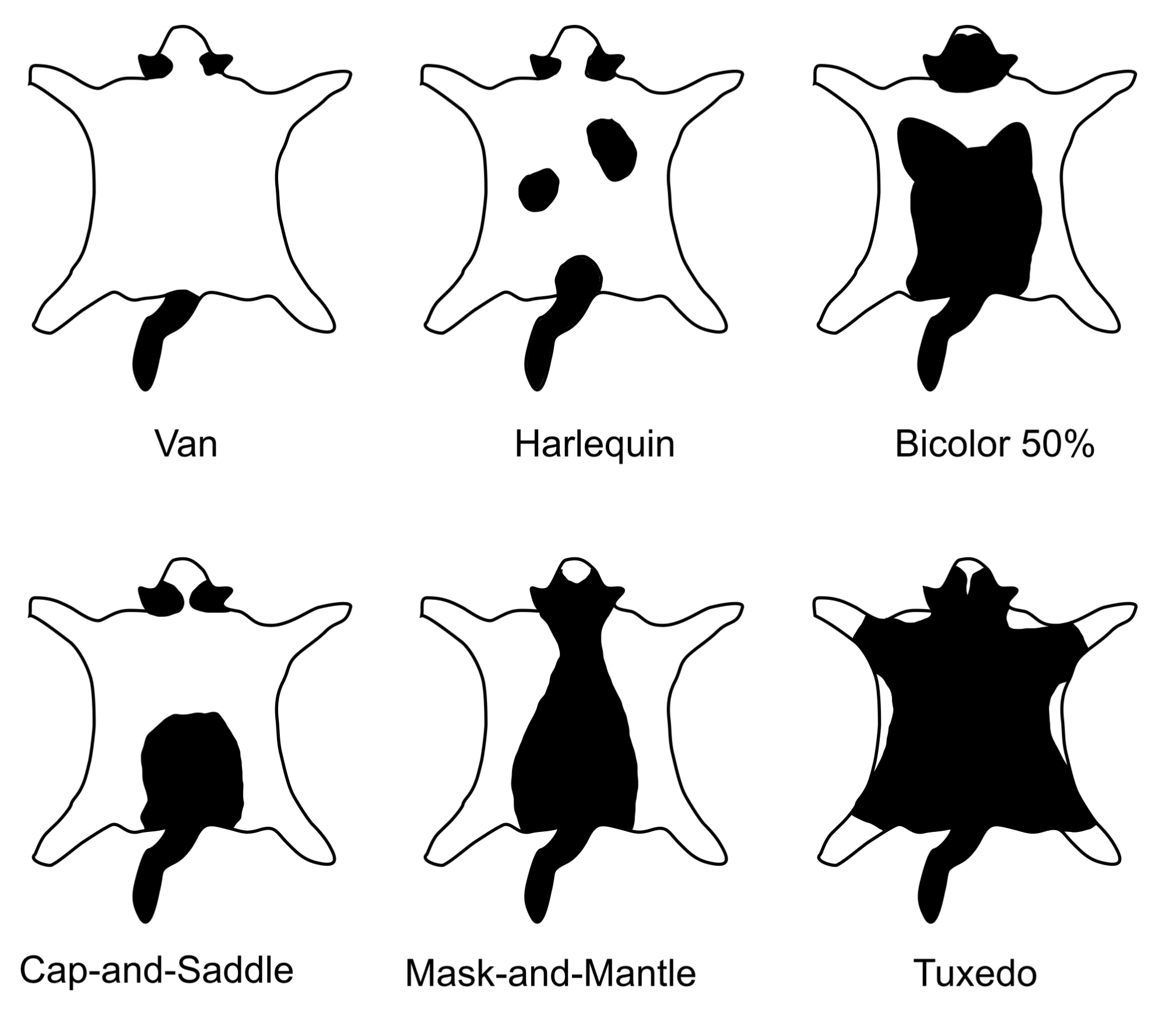
Bảng mẫu họa tiết hai màu

Trên mèo, mẫu họa tiết hai màu được đánh giá từ mức một đến mười; mức một là hoàn toàn có màu, còn mức mười là hoàn toàn màu trắng. Ngoài ra, còn có nhiều kiểu mẫu với tên riêng.

### Mẫu họa tiết Van

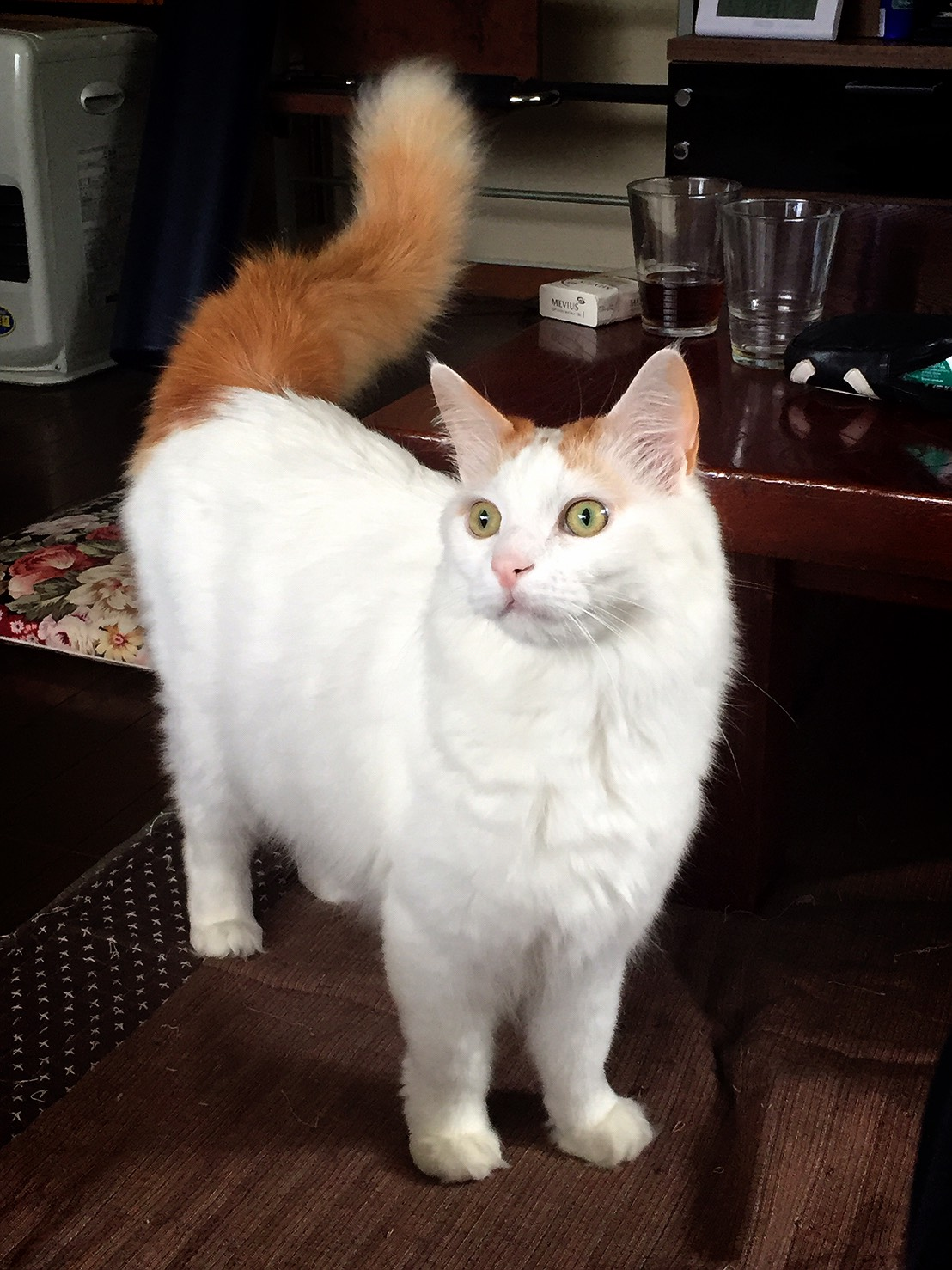
Mèo Turkish Van họa tiết đỏ vằn trắng theo kiểu Van

Mèo có mẫu họa tiết Van là mèo hai màu, thường có màu trắng chiếm nhiều (thường trên 75% màu trắng), với màu ở vùng tai, phân tách bằng vệt trắng và ở đuôi. Chúng có thể có những đốm màu nhỏ (khoảng cỡ đồng xu) trên lưng và xung quanh xương sống. Khi có nhiều đốm ghép lại hoặc đốm lớn hơn trên cơ thể và/hoặc một đốm ở đầu kéo dài đến mặt, ta gọi là mẫu họa tiết harlequin. Thuật ngữ mẫu họa tiết Van xuất phát từ giống mèo Turkish Van (đặt theo Hồ Van), là một giống mèo hai màu theo mẫu họa tiết Van. Mẫu họa tiết Van còn được các nhà di truyền học động vật biết đến với tên mẫu họa tiết Seychelles (Seychellois) và được phân loại thành ba biến thể:
- Seychellois Neuvieme có màu trắng với đốm màu ở đuôi và đầu (kiểu mẫu họa tiết Turkish Van cổ điển)
- Seychellois Huitieme có màu trắng với đốm màu ở đuôi và đầu cùng với đốm màu thêm ở chân
- Seychellois Septieme có màu trắng với đốm màu ở chân và cơ thể ngoài đốm màu ở đầu và đuôi

Đây là các mẫu họa tiết hai màu cao cấp với những đốm trắng thuộc ba loại chấm chín, tám và bảy.

### Mẫu họa tiết Harlequin
Một loại mèo hai màu khác có họa tiết Harlequin. Mẫu lông này còn được gọi là "mèo sọc bò", "mèo họa tiết bò sữa", hoặc "mèo mòng biển" và bao gồm các họa tiết "mũ trùm và yên ngựa" cũng như "mặt nạ và áo choàng". Lớp lông họa tiết Harlequin chủ yếu là màu trắng (thường từ 50%-75% màu trắng), kết hợp với các vùng màu trên cơ thể mèo, bao gồm cả đầu và đuôi. Họa tiết Harlequin không có "áo khoác" màu đồng nhất như mèo áo choàng. Thay vào đó, nó có các miếng màu lớn trên cơ thể chủ yếu là màu trắng, thường có một vùng màu mặt nạ đặc trưng ở phần đầu. "Mèo mặt đen" được gọi như vậy vì chúng trông giống như đang đội một chiếc mặt nạ màu đen trên đầu.

### Mẫu họa tiết hai màu thực sự

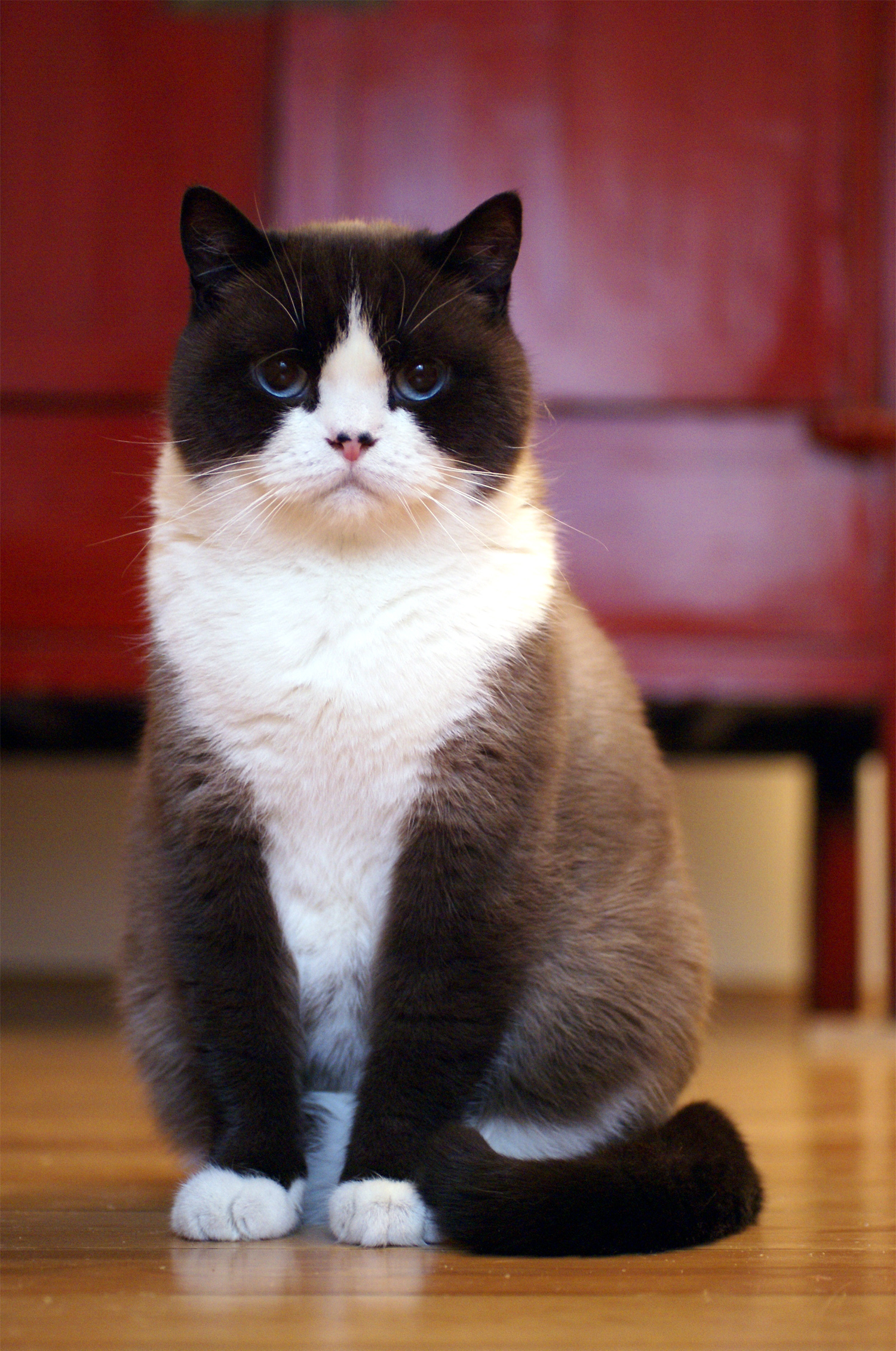
Mèo mẫu họa tiết hai màu đen chấm và trắng British Shorthair với phân phối màu đối xứng và một vệt trắng trên mặt

Mèo được gọi là "hai màu" hoặc "hai màu thực sự" là dạng họa tiết được ưa chuộng trong giống mèo hai màu thuần chủng có chất lượng thể hiện. Mèo có họa tiết hai màu thường có vùng trắng vừa (thường từ 50%-25% màu trắng). Hiệp hội đăng ký mèo Fédération Internationale Féline (FIFe) cho biết để lớp lông "chuẩn" hai màu có thể tham gia triển lãm: "các vùng màu phải được phân biệt rõ ràng, có màu sắc đồng đều và phân bố hài hòa. Ít nhất 1⁄2 phải là màu, nhưng không quá 3⁄4; phần còn lại là màu trắng." Tương tự, World Cat Federation (WFC) cho phép có một lượng màu từ 1⁄2 đến 2⁄3 cho mèo hai màu họa tiết. Trong khi đó, Hiệp hội những người yêu mèo (Cat Fanciers' Association - CFA) nói rằng "những con mèo chỉ có một vết trắng nhỏ hoặc một vết trắng hình nút [ở ngực] sẽ không được xem xét vào lớp lông màu này."

### Mẫu họa tiết Áo đen

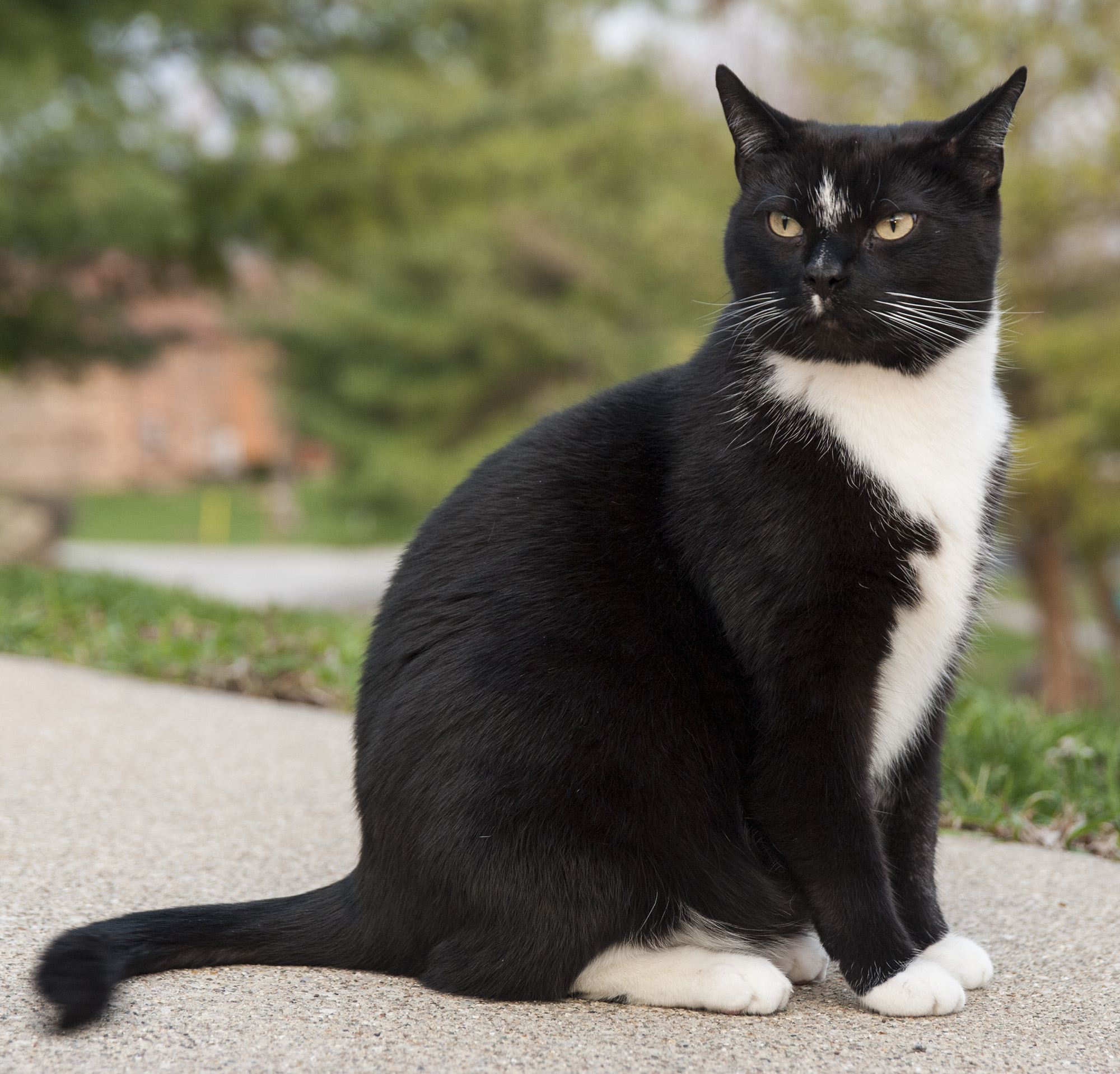
Một con mèo mẫu họa tiết Áo đen

Một mèo áo đen, hoặc còn gọi là mèo Felix hoặc mèo Julius là một dạng mèo hai màu có vùng trắng cỡ nhỏ (thường gần 25% màu trắng) trên lớp lông. Thuật ngữ "mèo áo đen" thường được sử dụng để chỉ những con mèo có màu đen và trắng, nhưng mèo có họa tiết áo đen có thể xuất hiện với tất cả các màu sắc khác nhau. Họ gọi chúng là mèo áo đen do chúng giống như trang phục black tie đồ trang trọng thông dụng ở Hoa Kỳ và Canada, thường được gọi là áo đen.
Để được xem là một con mèo áo đen thực sự, màu lông của con mèo nên bao gồm một lớp lông màu, với lông trắng giới hạn ở chân, bụng, ngực, họng, và thường là cằm - đôi khi là đuôi, mặc dù nhiều con mèo áo đen có vẻ như có goatee do lớp lông màu đen ở mandible: lower jaw và chin. Một mũi trắng hoặc một vệt trắng trên mặt thường là đặc điểm chung của các con mèo áo đen. Hầu hết mèo áo đen cũng là những "mèo mặt đen" với một vệt trắng hoàn toàn, là tên thông thường để gọi những con mèo có màu mặt trông giống như đang đội một chiếc mặt nạ đen che mắt, và thường là cả phần đầu. Phân phối màu lý tưởng là đối xứng, và các vùng trắng có kích thước tương đối nhỏ và giới hạn trong các vùng mong muốn.

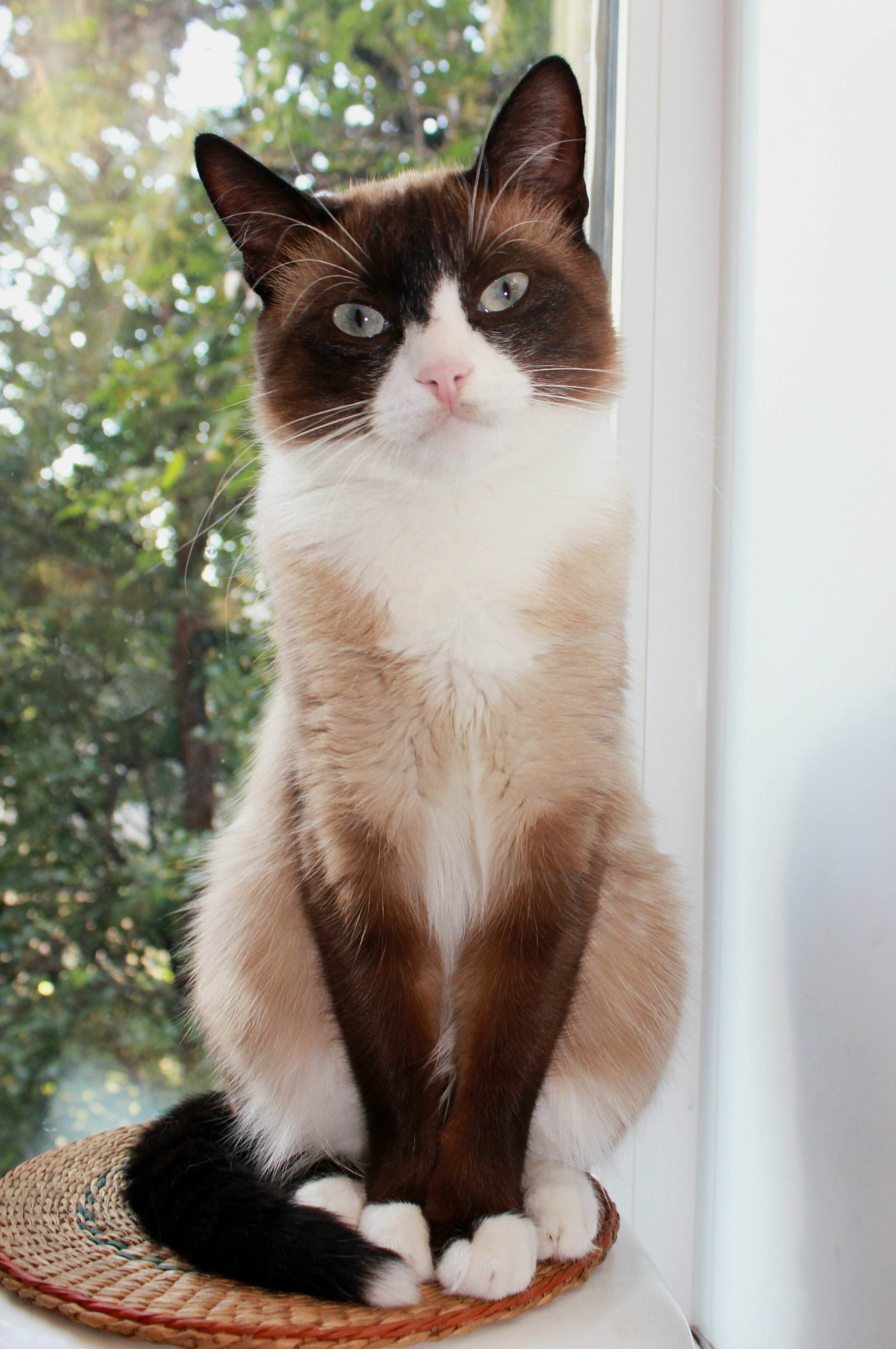
Một con mèo Snowshoe hiển thị mẫu họa tiết Snowshoe, còn được gọi là họa tiết trắng tương tự như "áo đen"

Trong hầu hết các tổ chức đăng ký mèo, mẫu họa tiết áo đen không phải là một thuật ngữ chính thức được sử dụng để phân loại các mẫu họa tiết trắng trên các con mèo trình diễn. Tuy nhiên, tiêu chuẩn hoặc mã được sử dụng để chỉ ra các đánh dấu trắng trên giống mèo Snowshoe tương đương với mẫu họa tiết trắng gọi là "áo đen" trong cộng đồng những người yêu mèo có họa tiết áo đen.

## Di truyền học của các mẫu lông
Các màu sắc và họa tiết cơ bản của lông mèo được xác định bởi ít hơn mười gen. Mèo có màu trắng trong lớp lông của chúng được cho là có một gen white-spotting đột biến ngăn chặn sự hình thành màu lông trong các vùng trên cơ thể mèo. Gen này đã được nghiên cứu ở một số loài, đặc biệt là chuột, và nó là đồng ái với màu lông bình thường khi nó ngăn chặn sự di chuyển của các tế bào melanocyte vào các nang lông đang phát triển. Di truyền của mẫu họa tiết này chưa được hiểu rõ như ở các loài khác, nhưng ít nhất một số gen liên quan đến sự di chuyển và tồn tại của tế bào melanocyte có thể đóng vai trò tương tự như ở các loài động vật khác.
Có ba kiểu gen có thể xảy ra với gen S (white spotting), với chữ hoa S đại diện cho một bản sao kiểu hoang dã và chữ thường s đại diện cho bản đột biến.
- SS (hai loại gen trội) dẫn đến các mức độ white spotting cao (đôi khi tạo ra một con mèo màu trắng nhìn có vẻ hoàn toàn trắng hoặc con mèo trắng có chỉ vài sợi lông màu)
- Ss (một loại gen trội, một loại gen ẩn) dẫn đến các mức độ white spotting trung bình
- ss (hai loại gen ẩn) dẫn đến màu lông đồng nhất hoặc mức độ white spotting thấp (đôi khi chỉ có một ít sợi lông màu trắng)

Sự thiếu hiện diện của sọc tabby trong mèo nhị thể được điều khiển bởi protein agouti, còn được gọi là peptit tín hiệu agouti, ngăn chặn sự sản xuất melanin và do đó ngăn cản quá trình hình thành màu tóc đen. Ở mèo nhị thể, gen này được bật và tắt khi lông mọc, tạo ra những sợi lông có sọc xen kẽ màu vàng và đen. Ở mèo cảnh, việc vô hiệu hóa gen agouti bằng một biến thể đột biến loại bỏ dẫn đến màu lông hoàn toàn đen.

### Các mẫu màu nhị thể có thể

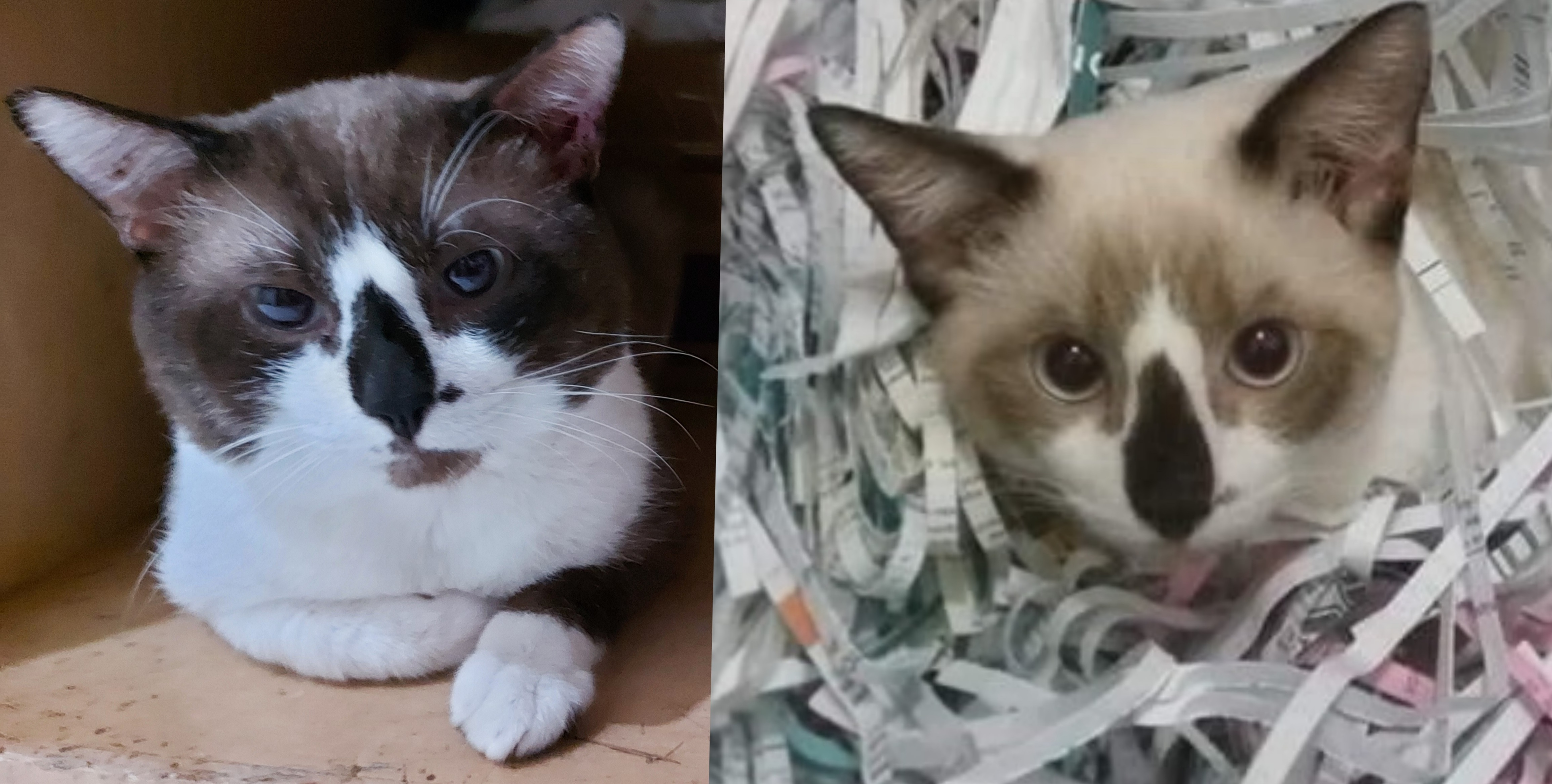
So sánh giữa một con mèo trưởng thành màu đen có điểm trắng và một con mèo con (phải).

Vùng trắng không giới hạn chỉ trong những sự kết hợp màu và trắng đơn sắc, và cũng có thể xuất hiện với bất kỳ mẫu vằn tabby nào, dẫn đến bộ lông nhị thể vằn. Hơn nữa, các mèo có mẫu màu điểm (colorpoint) có thể có điểm nhị thể (colorpoint và trắng), tuy nhiên biến thể này không được công nhận để trình diễn ở một số giống mèo. Một ví dụ về một giống mèo có mẫu màu điểm nhị thể là mèo Snowshoe với mẫu điểm và trắng. Các đốm trên cơ thể của các mèo có mẫu màu điểm nhị thể trở nên rõ ràng hơn khi chúng trưởng thành, vì lông cơ thể của mèo có mẫu màu điểm sẽ tối đen khi chúng lớn tuổi và các vùng trắng trở nên rõ ràng hơn.
Vùng trắng cũng có thể kết hợp với lớp lông màu sọc (tortoiseshell), chúng được gọi là mèo ba màu, mèo sọc và trắng, hoặc mèo calico (tiếng Anh Mỹ). Mèo sọc và trắng cũng có thể kết hợp với mẫu vằn tabby hoặc mẫu màu điểm.

Mèo nhị thể màu đen và trắng đôi khi được gọi là "magpies" (kẻ ăn trộm). Mèo nhị thể màu kem và trắng là loại hai màu hiếm nhất, trong khi mèo đen và trắng hoặc mèo "blue" (xám) và trắng là loại hai màu phổ biến nhất.

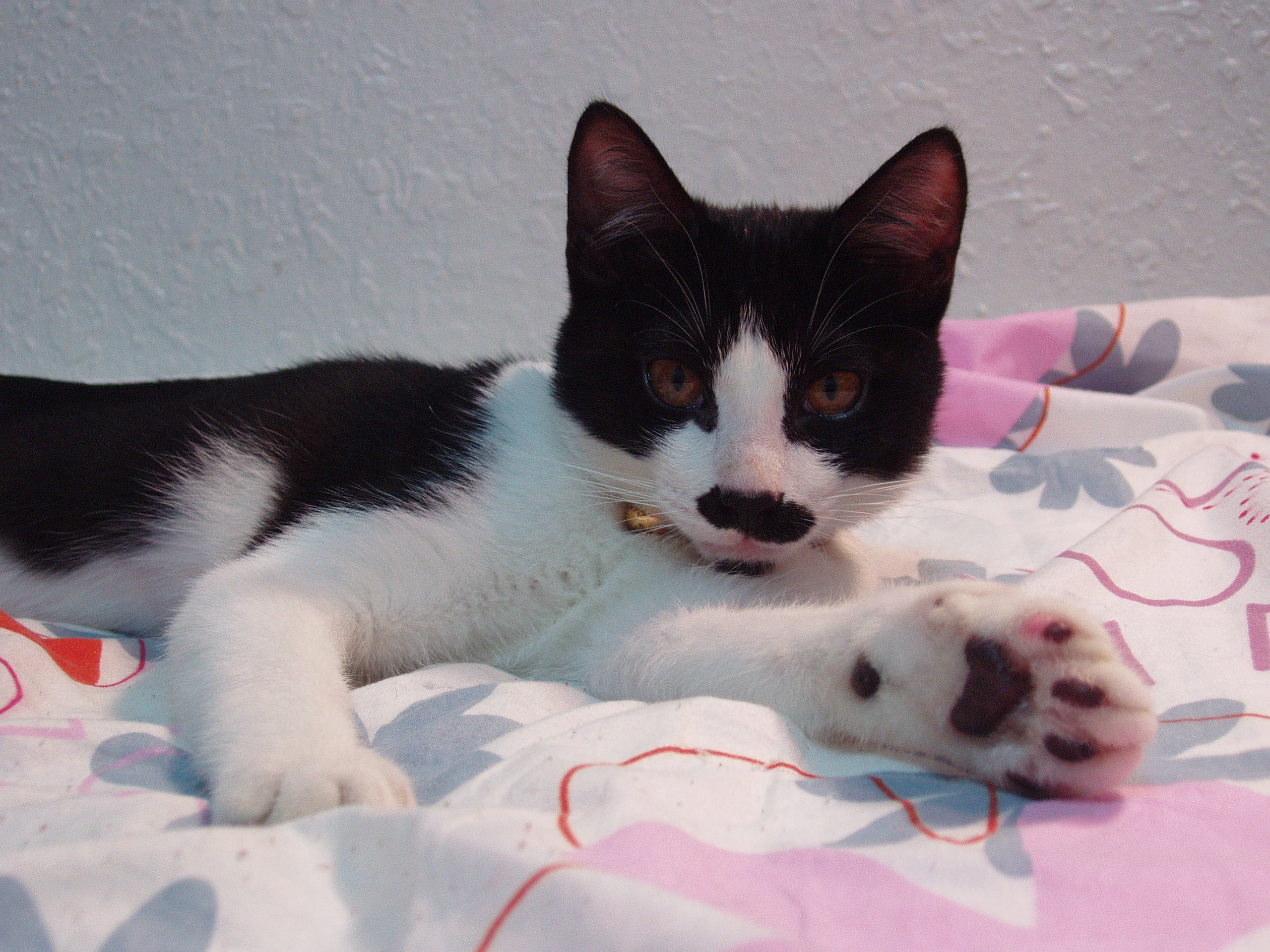
Một con mèo nhị thể nữ có mẫu vằn đen và trắng với bàn chân màu hồng và đen

### Màu da
Màu nhị thể cũng có thể xuất hiện trên da, đặc điểm này dễ dàng nhận thấy ở những con mèo không lông mà có lông hai màu. Lớp lót bàn chân có thể là màu đen, hồng hoặc hỗn hợp của cả hai màu, thường phù hợp với màu lông ở khu vực đó; nếu ranh giới màu vượt qua phía dưới của bàn chân, lớp lót ở hai bên có thể có màu khác nhau hoặc thậm chí là hai màu.

### Các giống mèo màu nhị thể
Màu lông nhị thể không bị hạn chế vào một giống mèo cụ thể, vì nó có thể được tìm thấy trong nhiều loại mèo lai và thuần chủng khác nhau. Tuy nhiên, một số giống được chú ý đặc biệt với lông nhị thể trong tiêu chuẩn giống của chúng. Các giống này bao gồm Ragdoll, American Shorthair, Manx, British Shorthair và Turkish Angora. Các giống mèo Turkish Van và Snowshoe bị hạn chế lông màu nhị thể.
Mặt khác, các giống mèo phổ biến khác có mẫu lông cụ thể được xác định trong tiêu chuẩn giống của chúng. Mèo có mẫu lông cụ thể như Russian Blue, với lớp lông một màu đồng nhất.

## Trong văn hóa phổ biến
Tại Vương quốc Anh, mèo áo smokin trở thành hình tượng của "Jellicle cat" trong bộ tộc hư cấu của các chú mèo đen trắng hoạt động ban đêm được mô tả bởi T. S. Eliot trong tác phẩm Sách Mèo Thực Hành Của Ông Possum, được xuất bản lần đầu vào năm 1939. Trong vở nhạc kịch dựa trên cuốn sách "Cats", mèo áo smokin được thể hiện qua nhân vật Mr. Mistoffelees, một chú mèo ma thuật đang mặc một chiếc ruff và cà vạt, cũng như nhân vật Bustopher Jones với bộ áo smokin và spats. Nhạc kịch khác biệt so với cuốn sách ở chỗ các nhân vật bao gồm các mèo có nhiều màu lông khác nhau, không chỉ là mèo hai màu, nhưng vẫn giữ lại tuyên bố lặp đi lặp lại rằng "Những chú mèo Jellicle là màu đen và trắng." Các chú mèo có các dấu vết này cũng đóng vai trò chủ chốt trong các hình vẽ minh họa trong cuốn sách The Unadulterated Cat, một tác phẩm của tác giả Terry Pratchett, với tranh vẽ của Gray Jolliffe.

Những chú mèo nhị thể nổi tiếng khác trong hoạt hình bao gồm Sylvester the Cat, Felix the Cat, Tom Cat trong Tom and Jerry, Oggy trong Oggy and the Cockroaches, Mèo trong The Cat that Hated People và Ventriloquist Cat, Krazy Kat, Jess trong Postman Pat, Kitty Softpaws từ bộ phim phụ đề Shrek Puss in Boots và phần tiếp theo của nó, Figaro, Beans, và mèo Sebastian trong Josie and the Pussycats. Một chú mèo nhị thể tên là Mittens là một trong những nhân vật chính trong bộ phim hoạt hình của Disney năm 2008 Bolt. Aldwyn trong The Familiars là một chú mèo nhị thể, trong khi Meowrice (lồng tiếng bởi Paul Frees) trong Gay Purr-ee là một chú mèo nhị thể. Một chú mèo nhị thể cũng là nhân vật chính trong cuốn sách dành cho trẻ em phổ biến Tip-Top Cat, và một chú khác là một trong mười giống mèo trong trò chơi video Minecraft. Morgana, một nhân vật chơi được trong JRPG Persona 5, là một chú mèo nhị thể. Bo, một nhân vật từ series truyền hình Abby Hatcher, là một Fuzzly có hình dáng giống mèo nhị thể. Klonoa, nhân vật chính trong trò chơi Klonoa cũng có hình dáng giống mèo nhị thể. Cait Sith, một nhân vật chơi được trong trò chơi video Final Fantasy VII là một chú mèo nhị thể.

### Những chú mèo nhị thể nổi tiếng
- Tilly, mèo nhị thể của nữ diễn viên Audrey Hepburn: Tilly là mèo nhị thể của Audrey Hepburn trong nhiều năm và trở thành một tượng đài nổi tiếng. Tilly nổi tiếng với sự hấp dẫn và cá tính của mình, và thường xuất hiện trong các bức ảnh và cuộc phỏng vấn với Hepburn.

## Hình ảnh

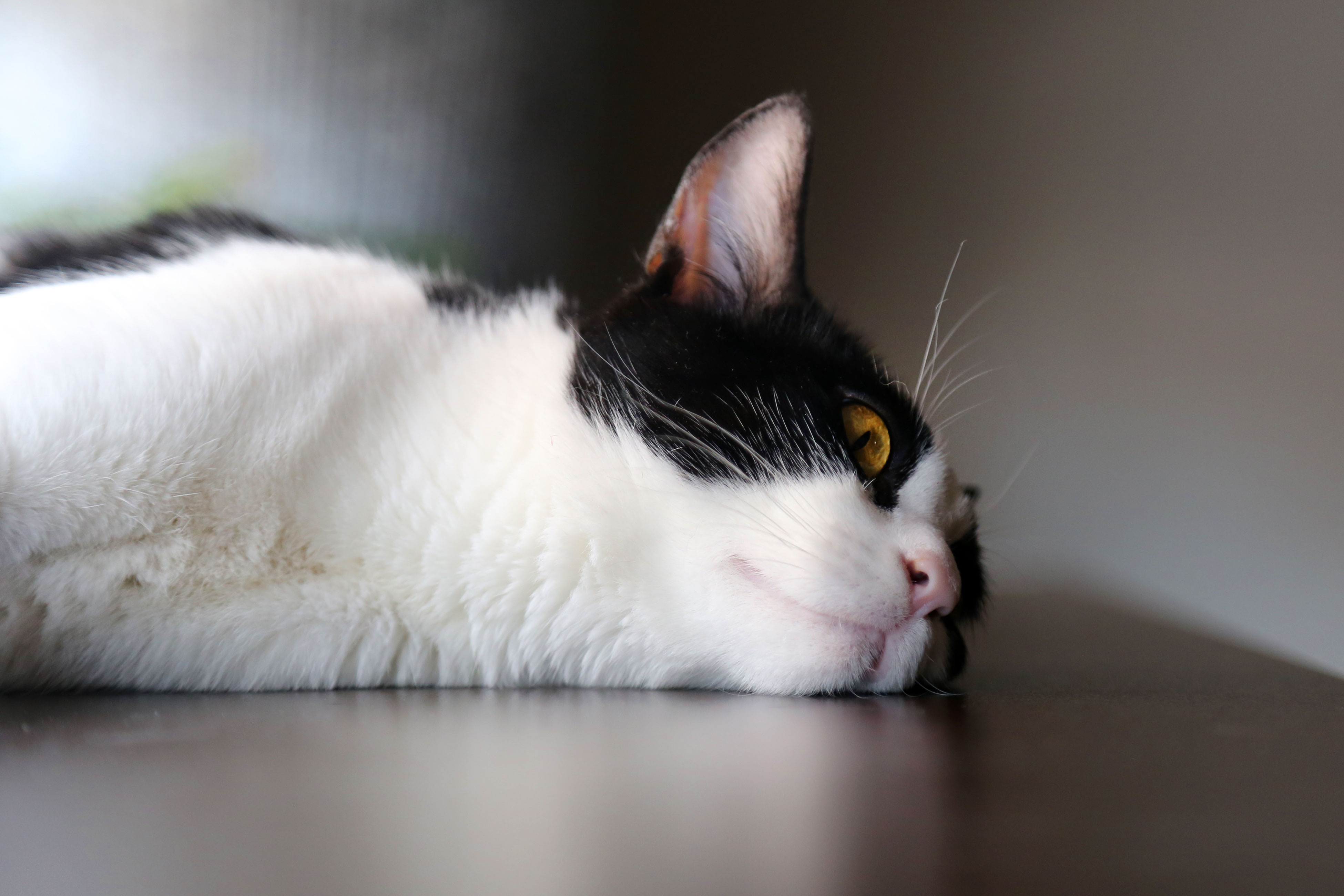
TAO -  道
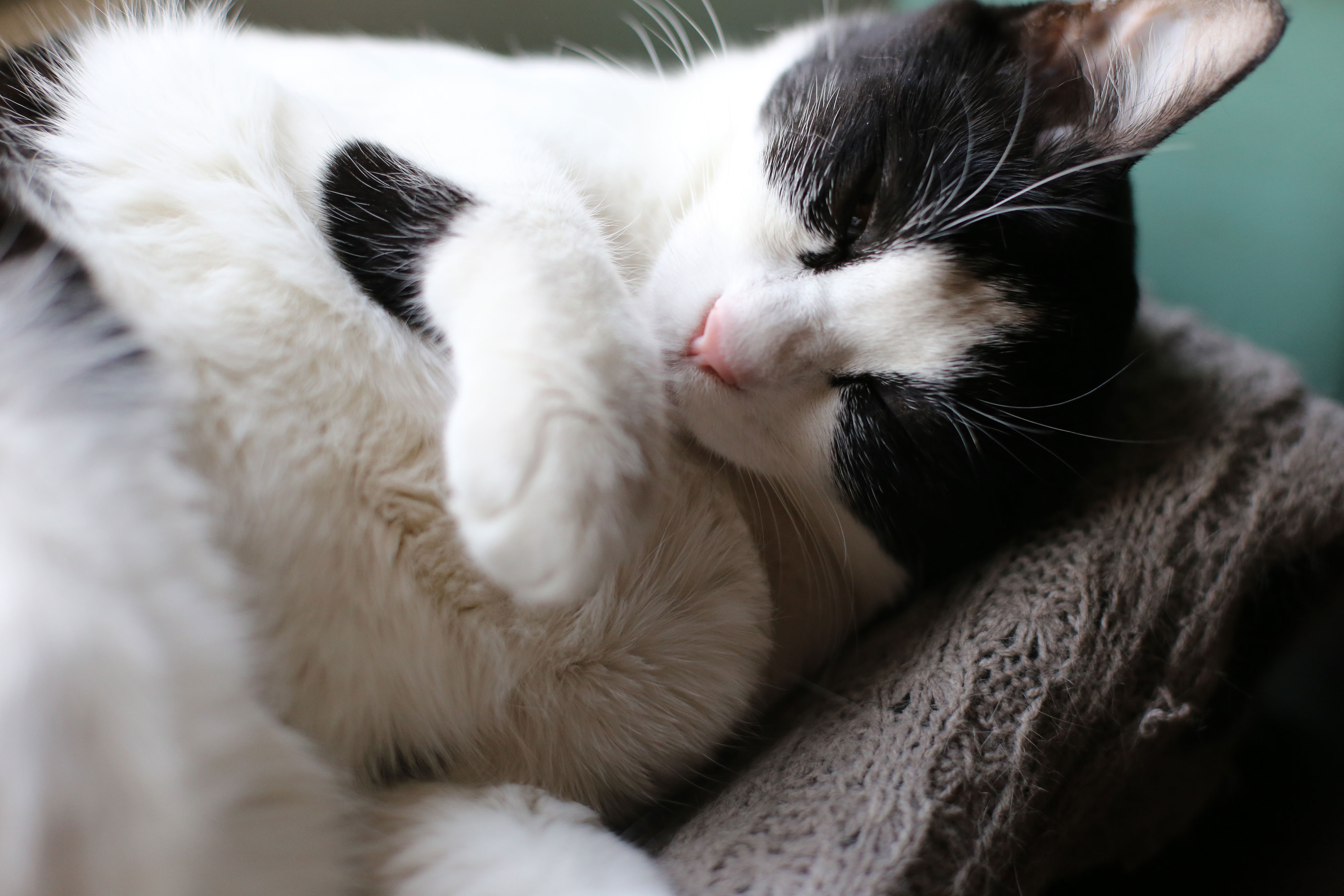
TAO -  道
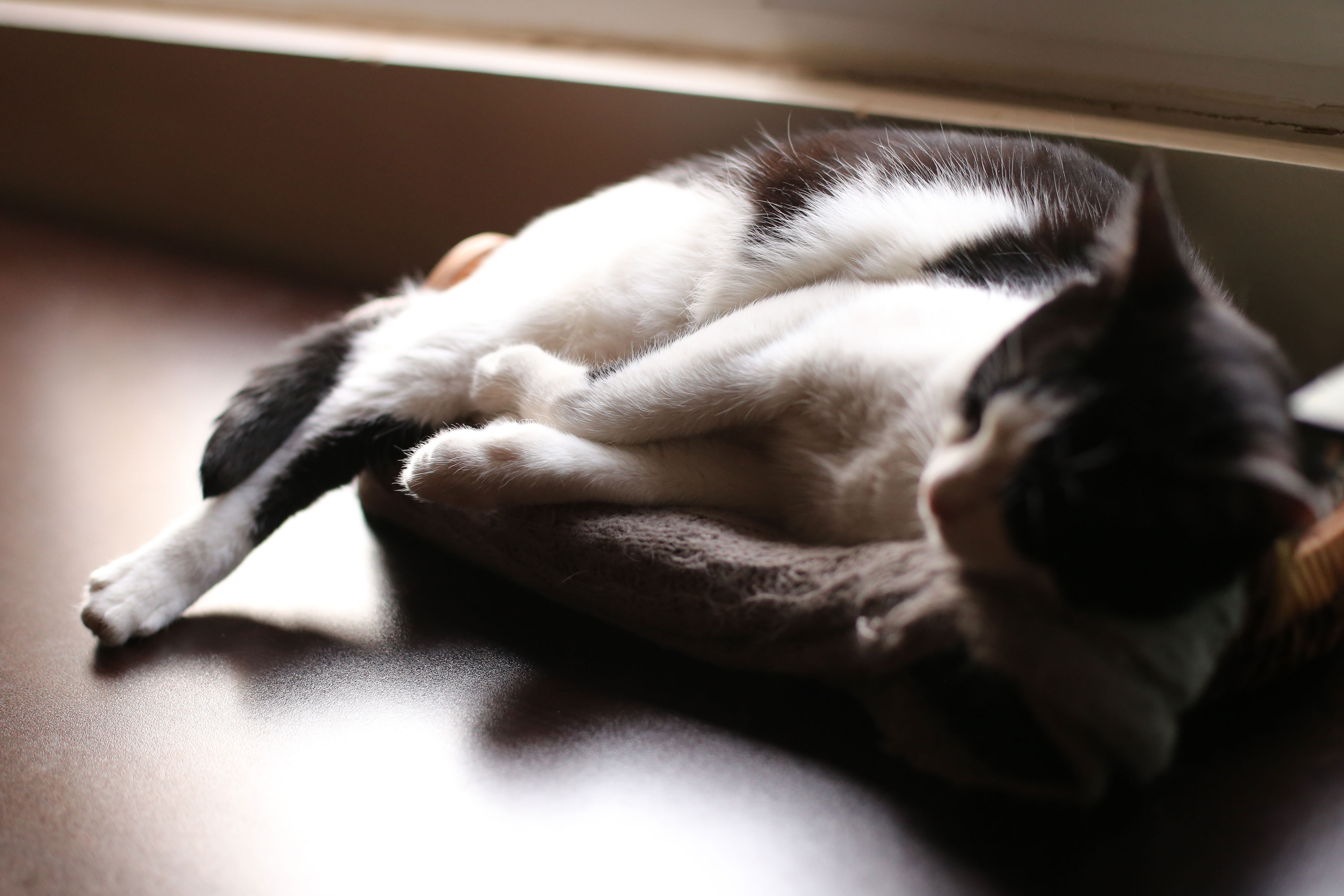
TAO -  道
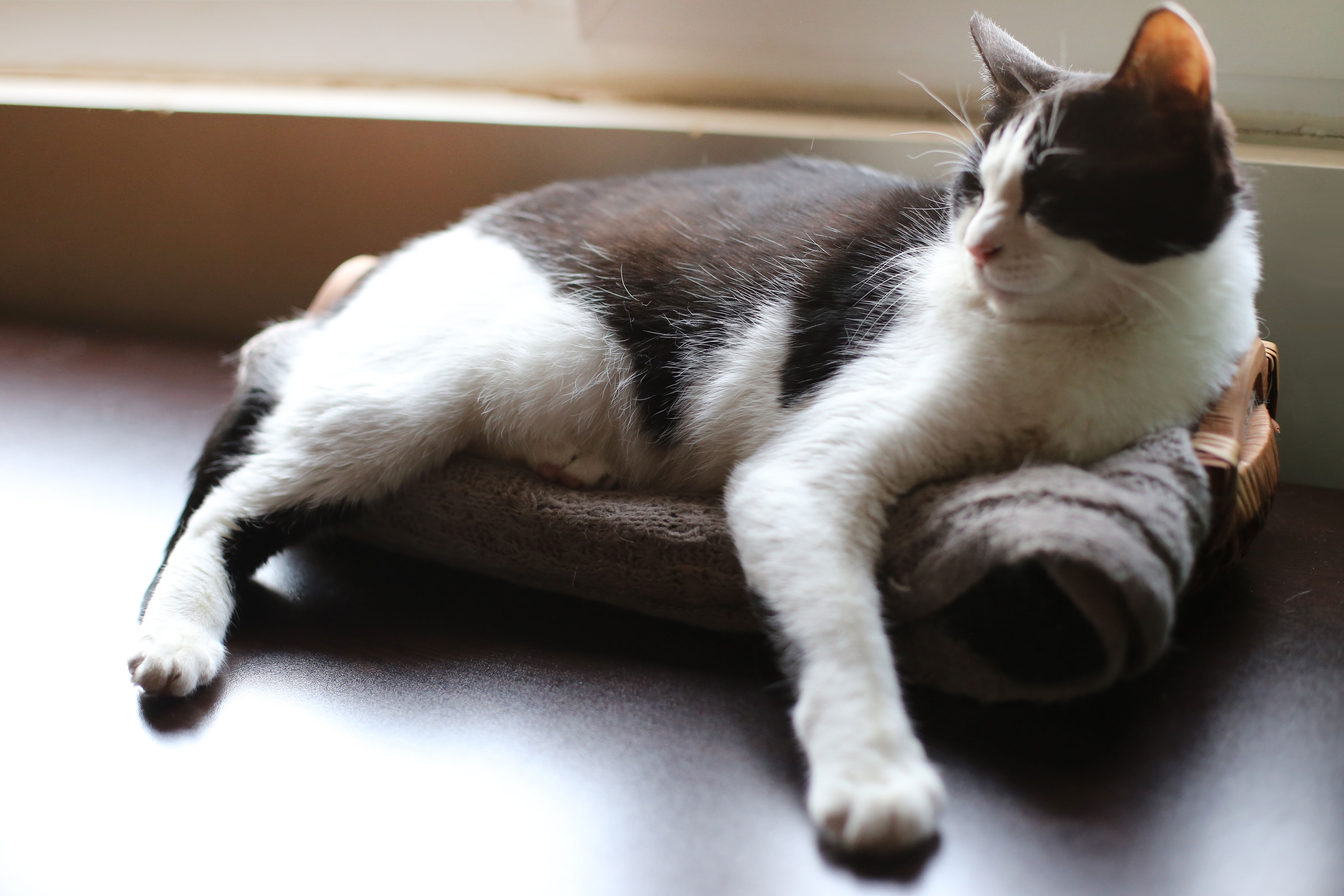
TAO -  道
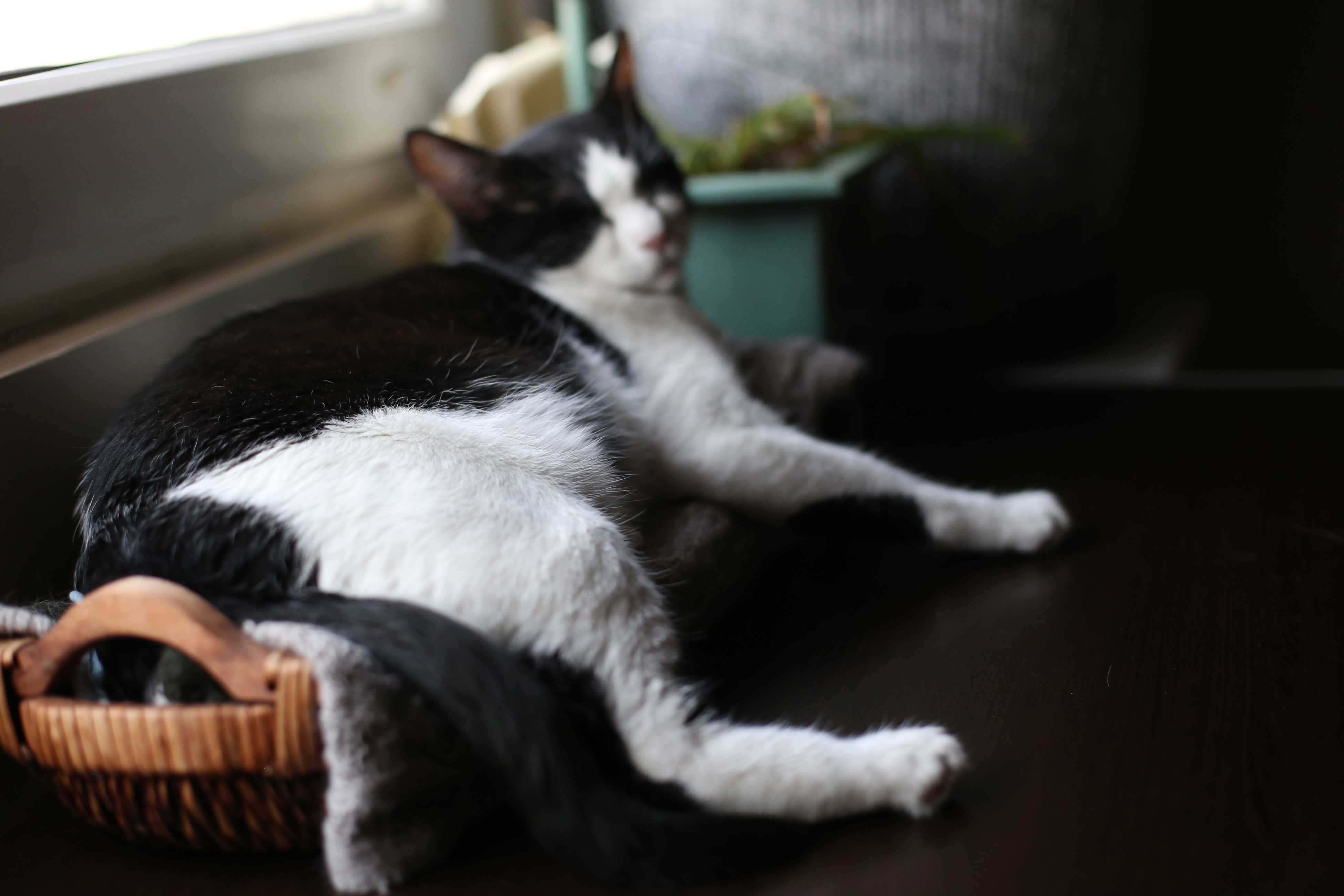
TAO -  道
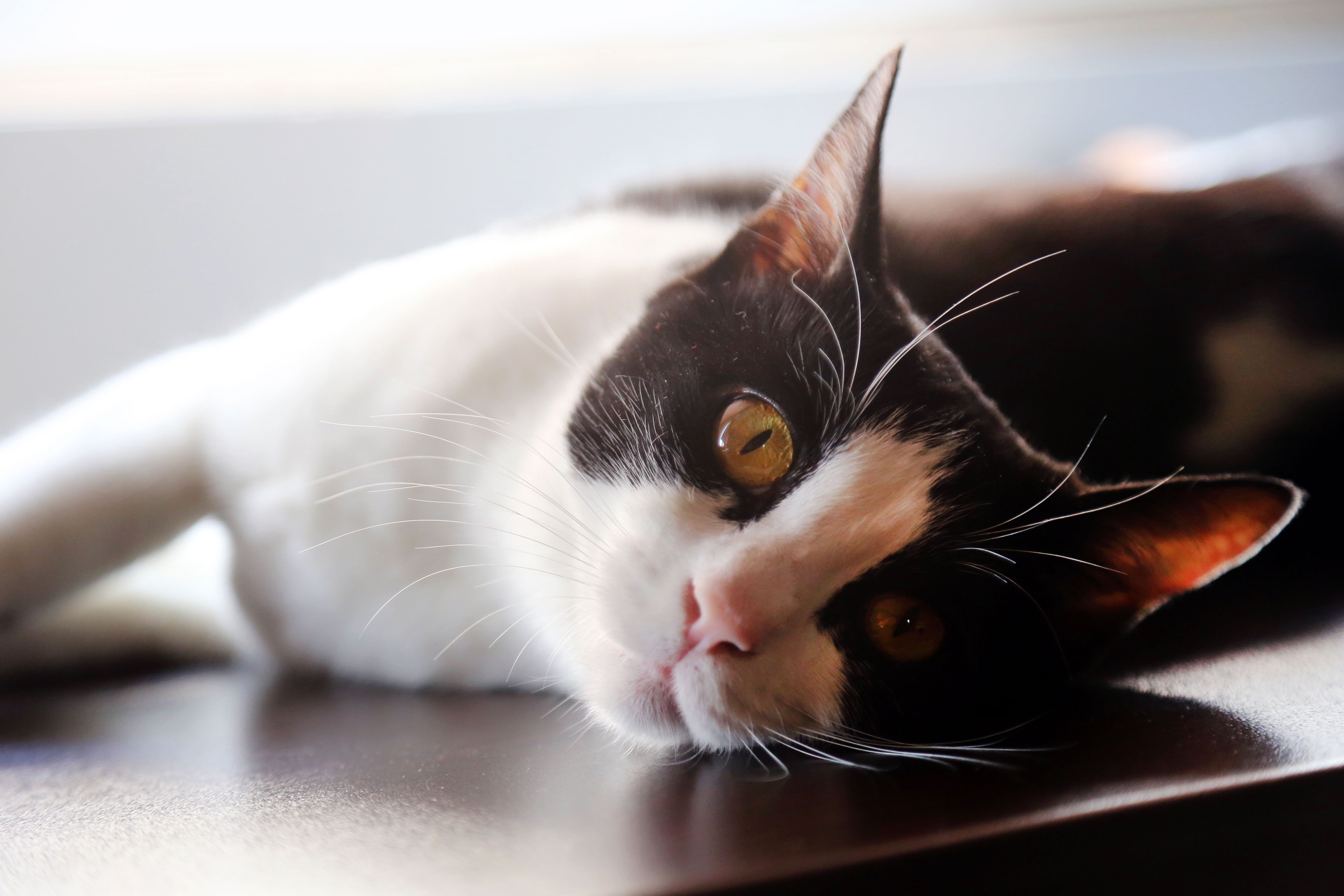
TAO -  道
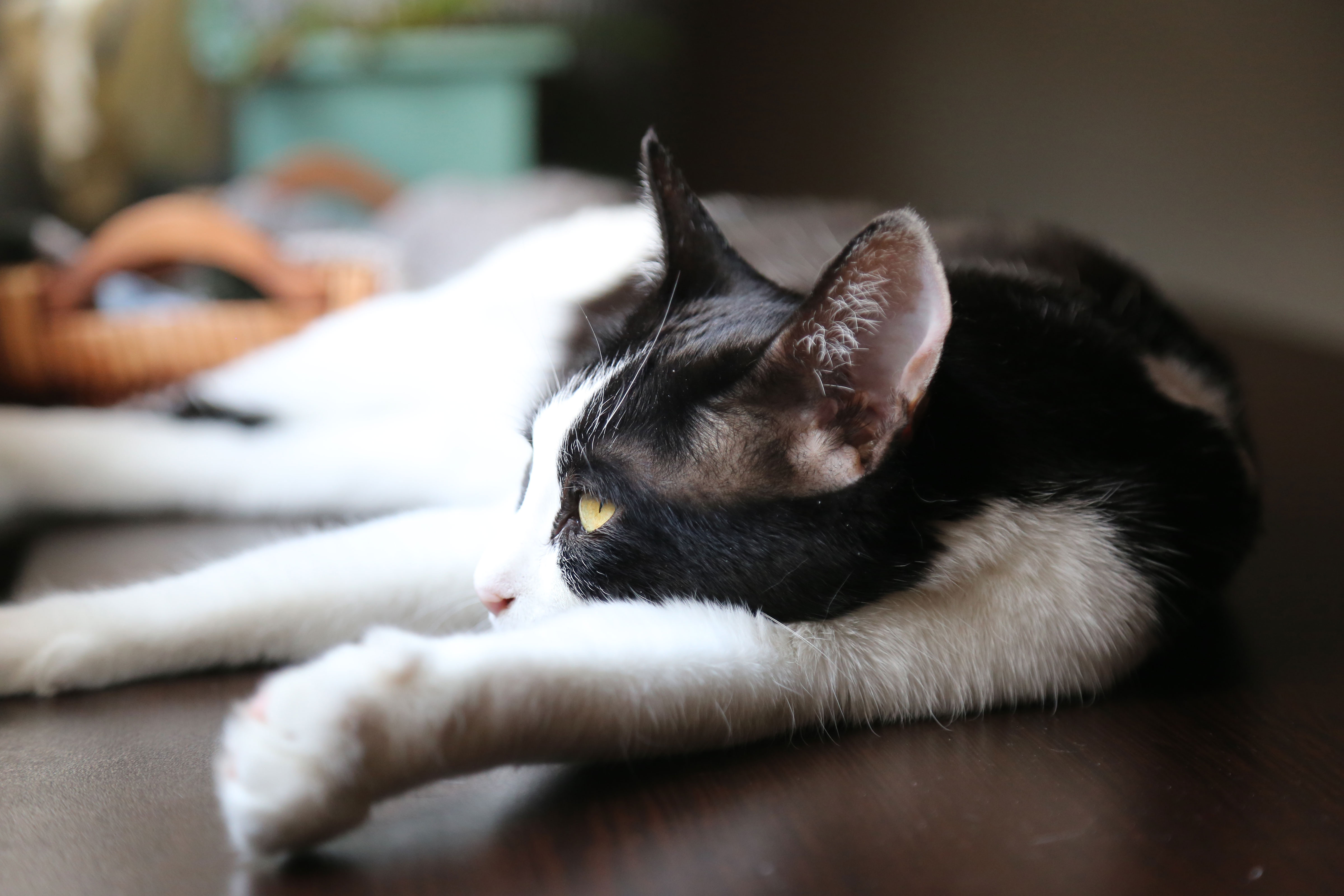
TAO -  道
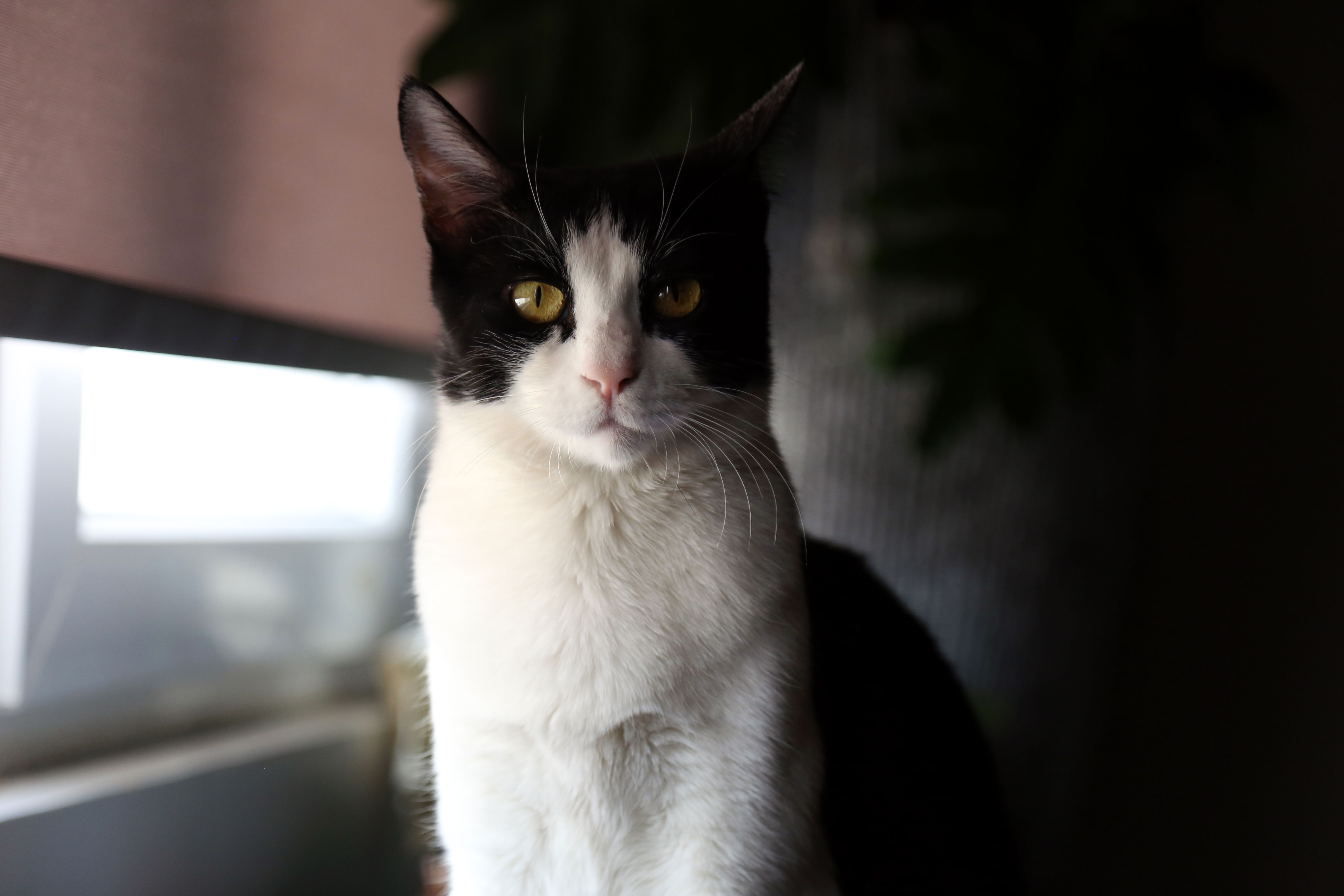
TAO -  道
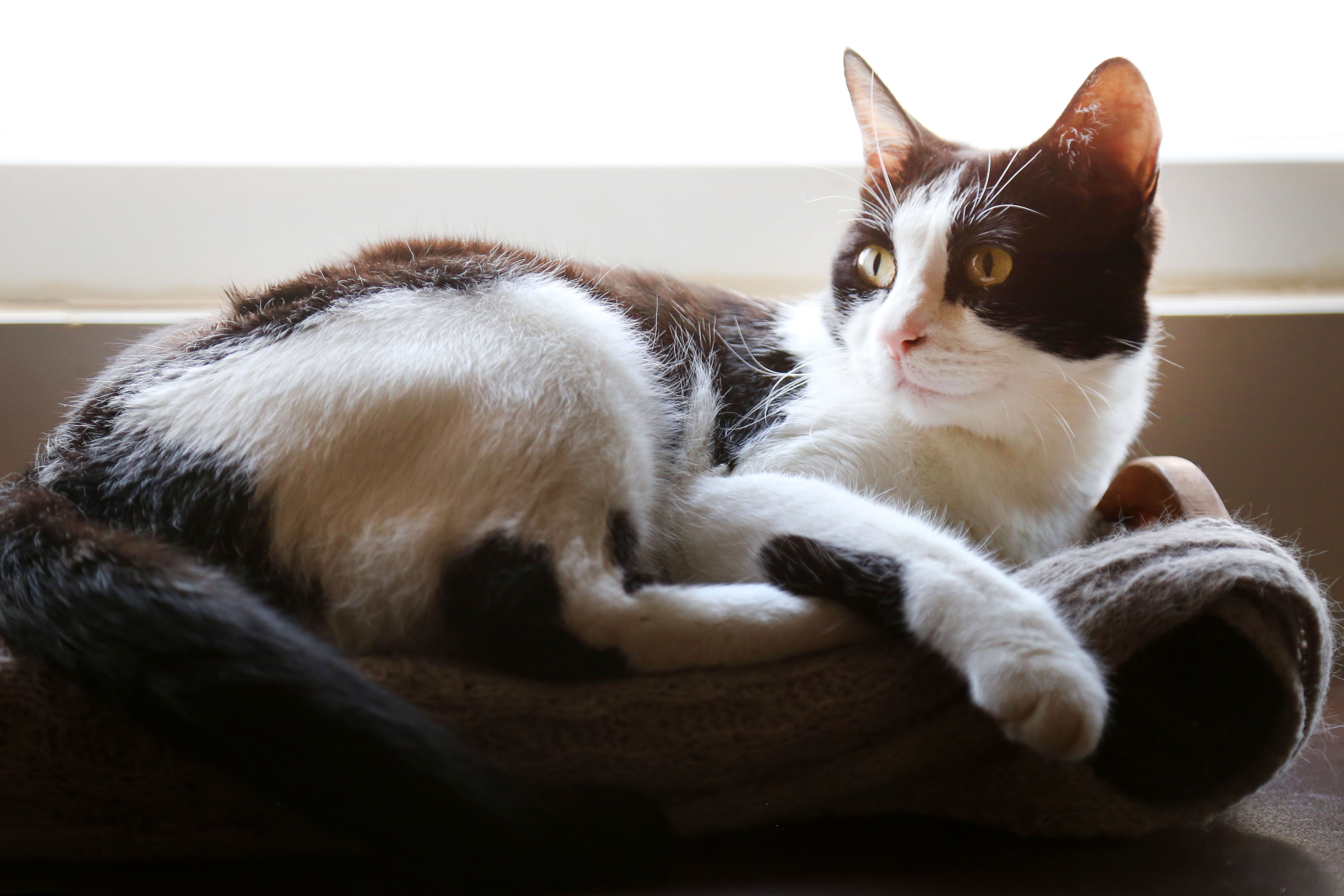
TAO -  道
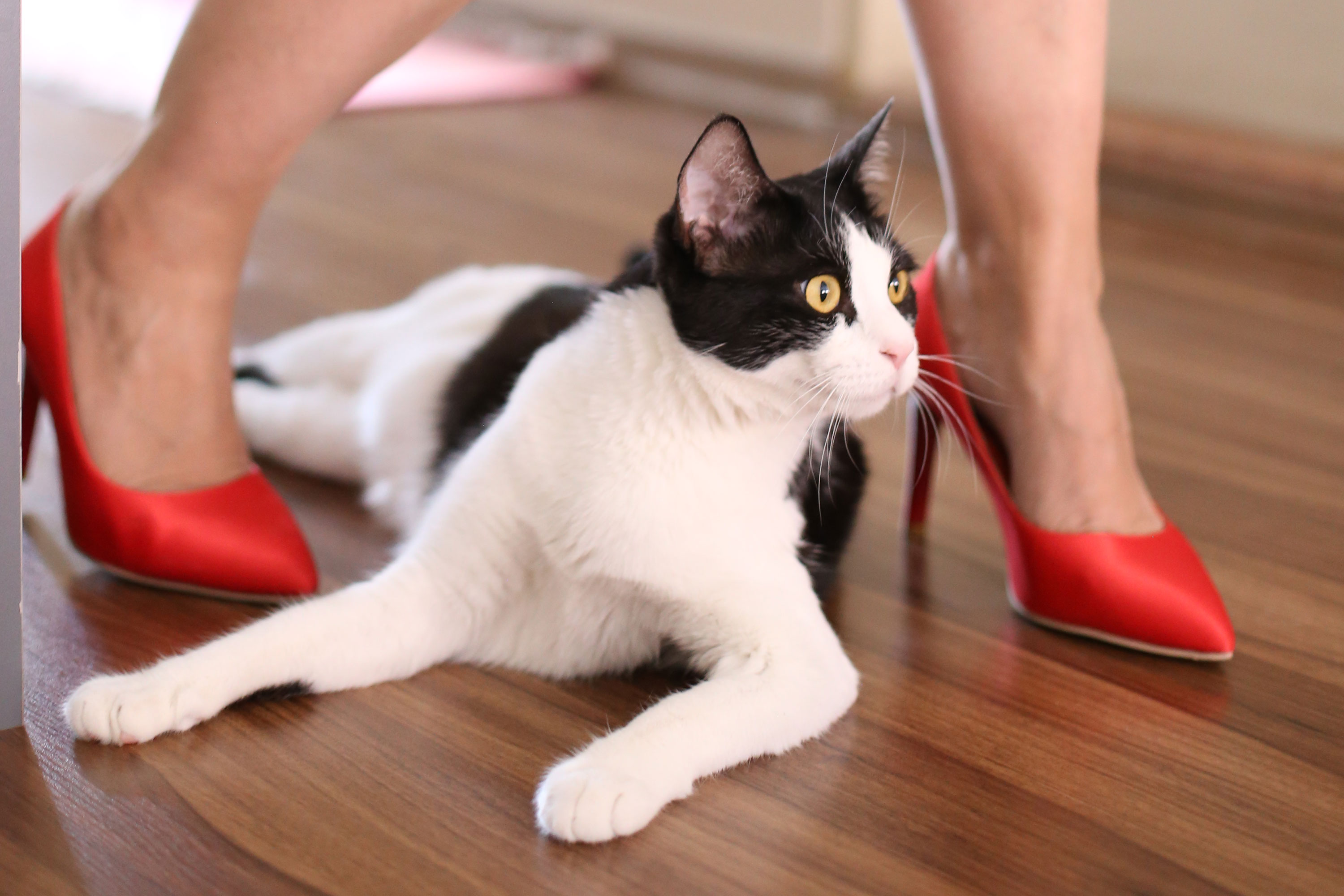
TAO -  道
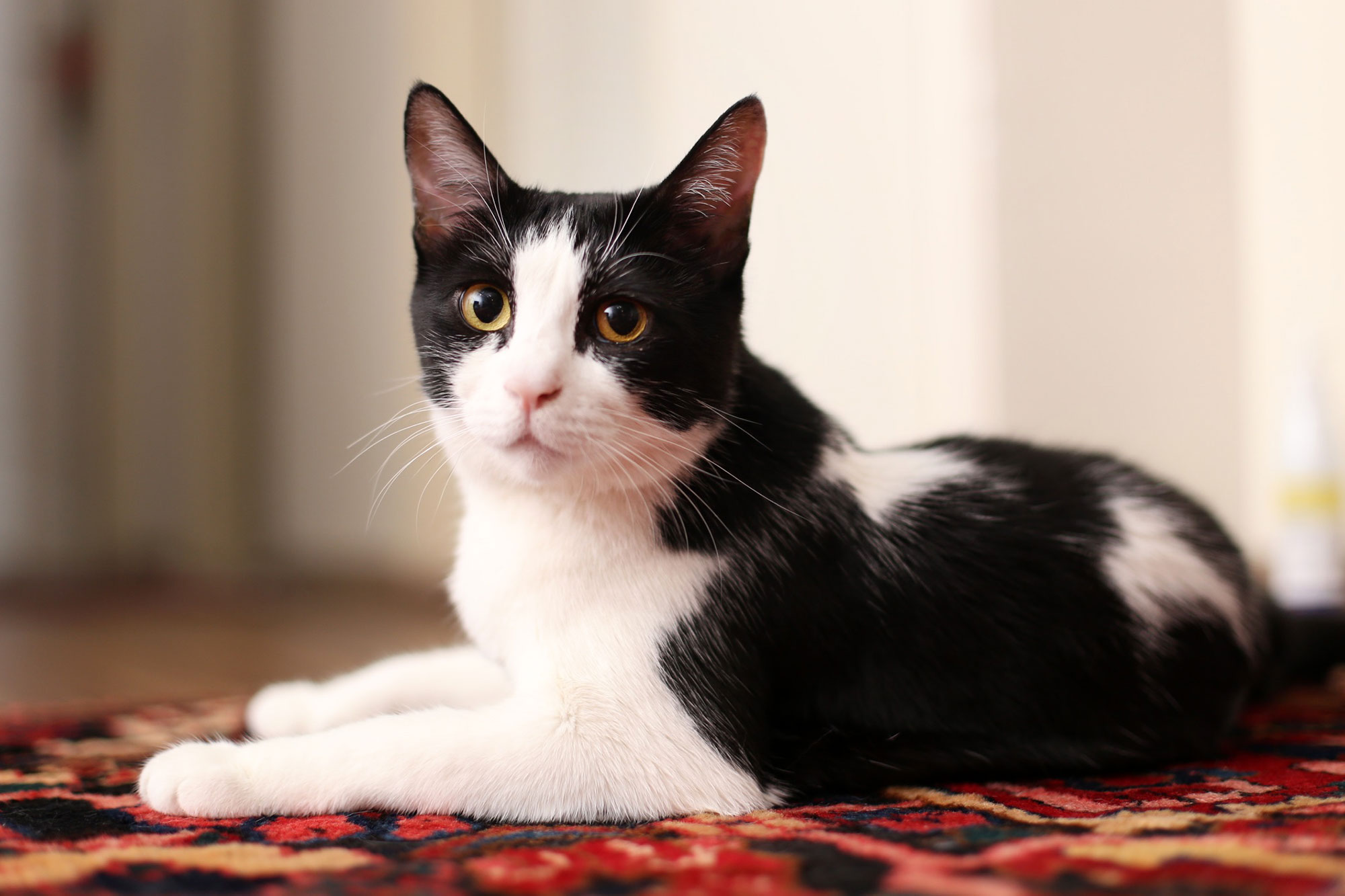
TAO -  道
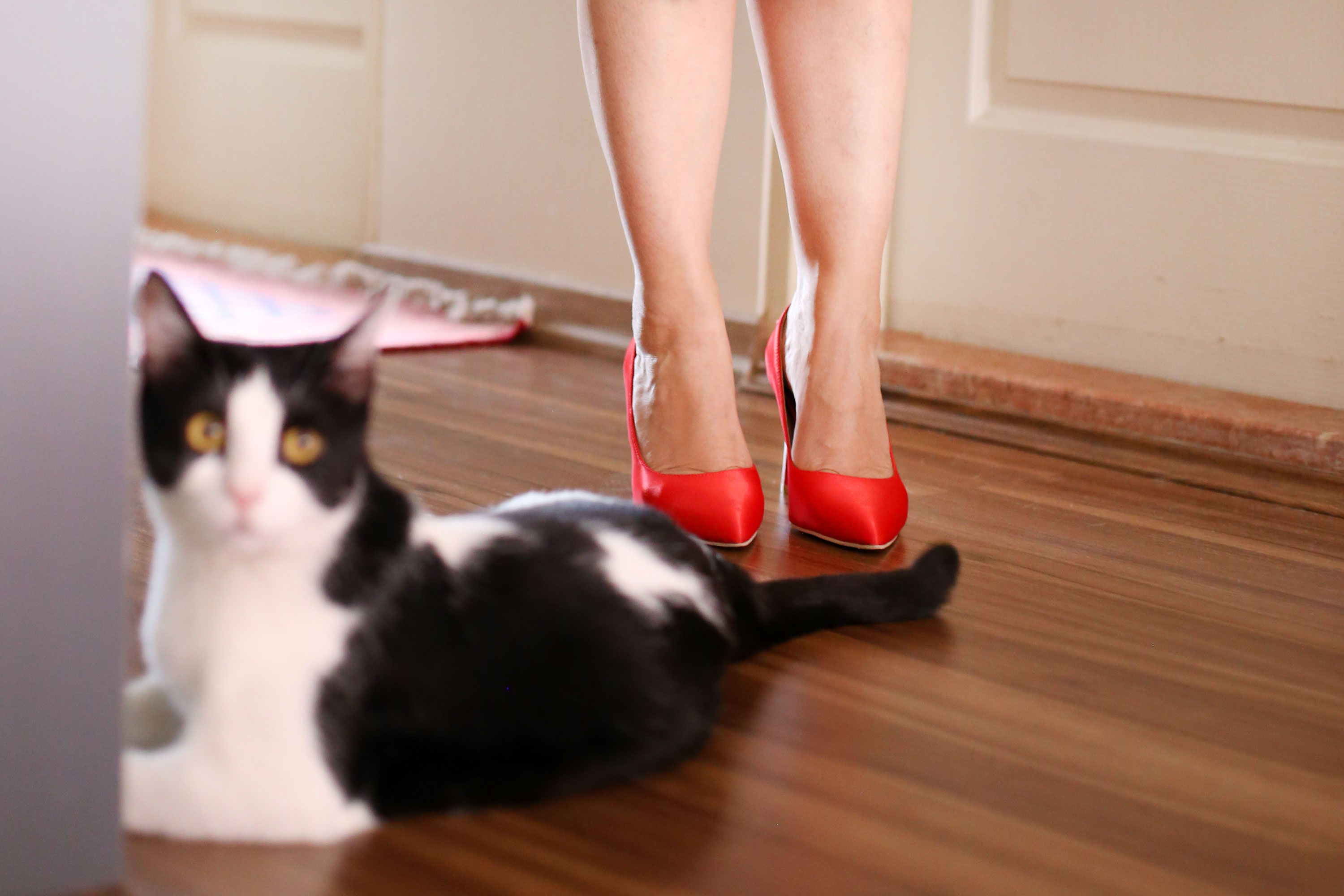
TAO -  道
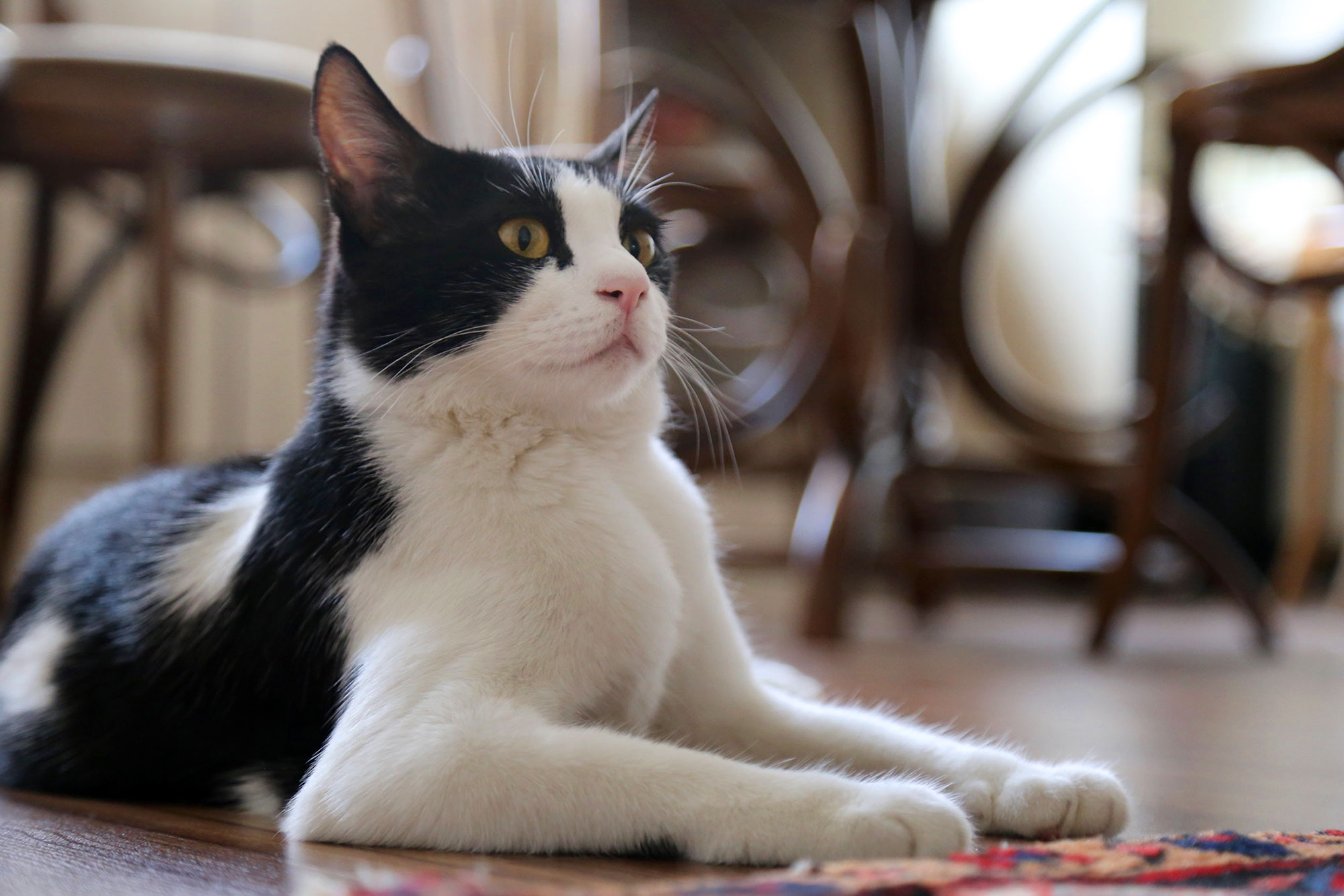
TAO -  道
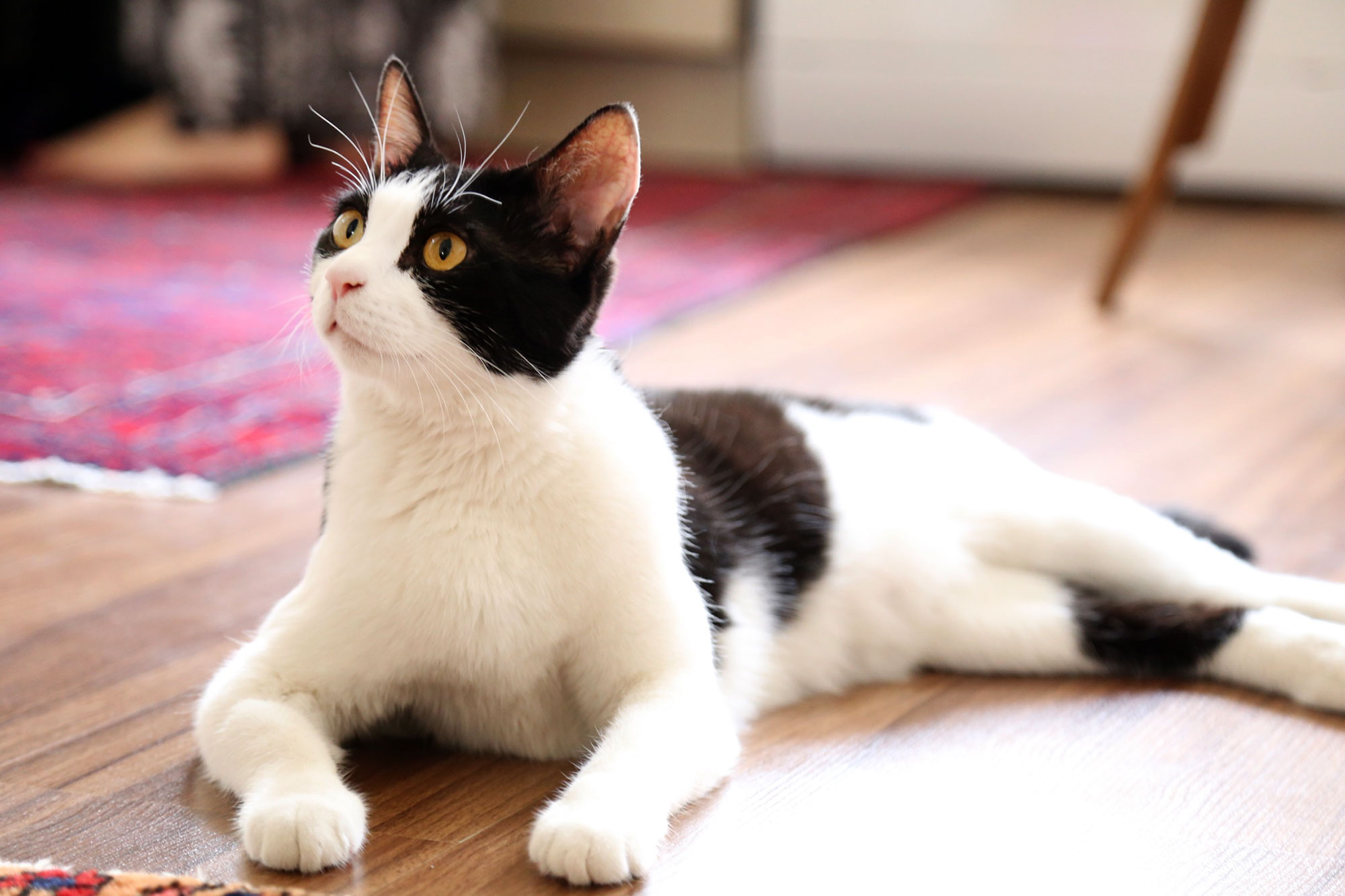
TAO -  道
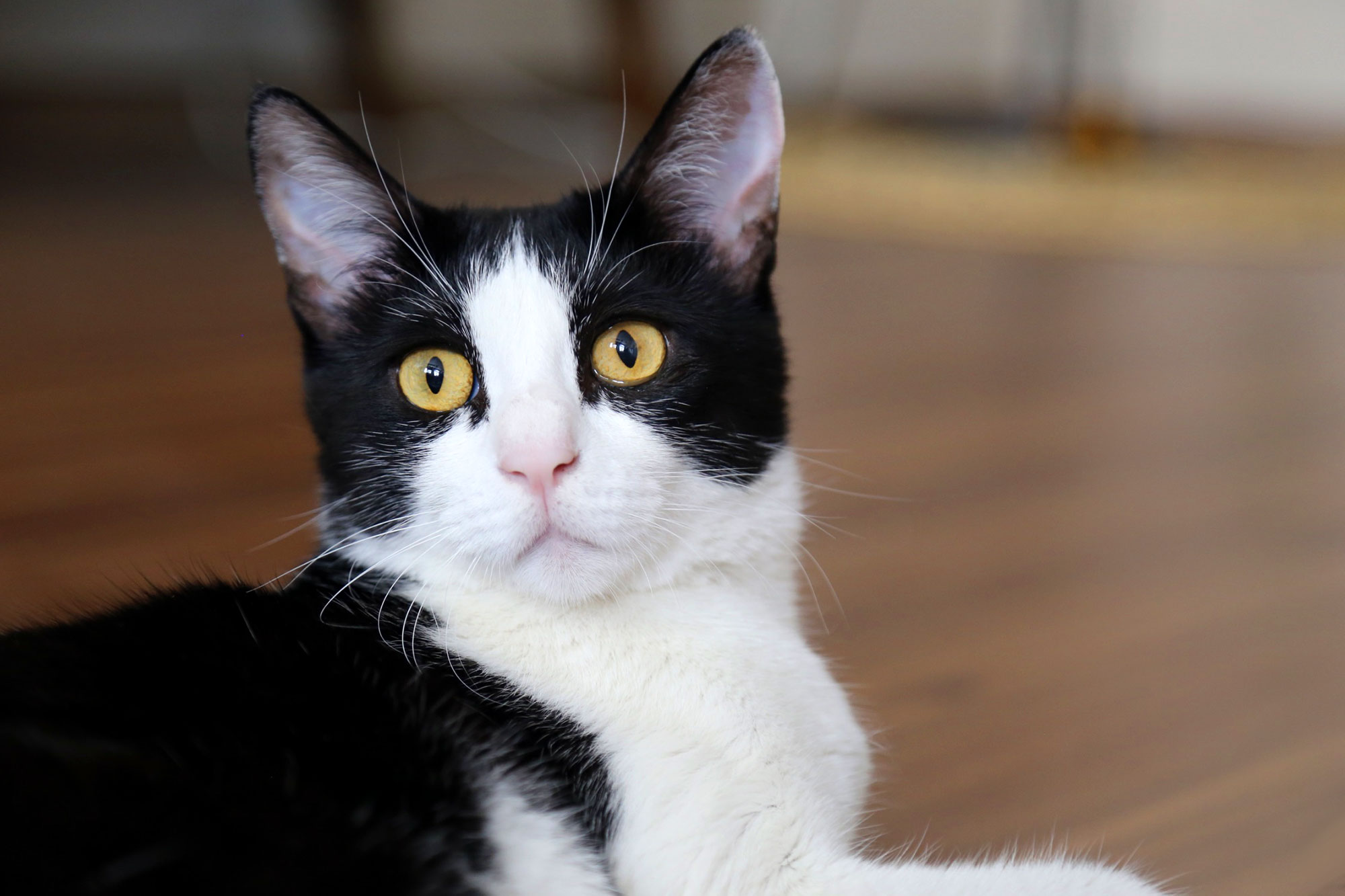
TAO -  道
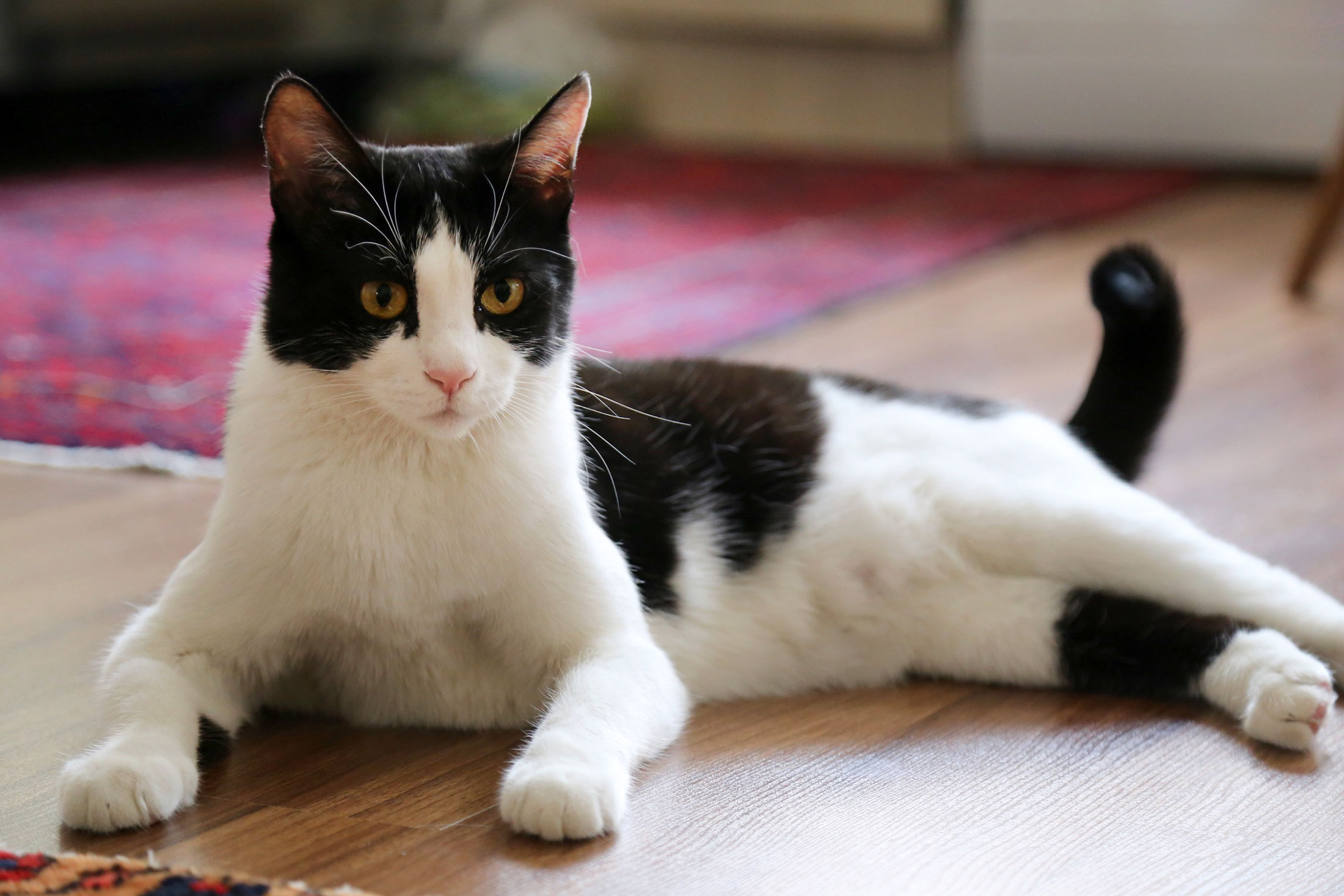
TAO -  道